# Scrupocellaria micheli
Scrupocellaria micheli is een mosdiertjessoort uit de familie van de Candidae. De wetenschappelijke naam van de soort is voor het eerst geldig gepubliceerd in 1955 door Marcus.